# El Colegio de San Luis
El Colegio de San Luis A.C. (Colsan) es una institución mexicana considerada como "un centro público dedicado a la investigación, docencia, y divulgación del conocimiento en las áreas sociales y humanísticas".

## Fundación
El Colegio de San Luis fue fundado el 22 de enero de 1997 por el Gobierno del Estado de San Luis Potosí, por el Centro de Investigaciones Históricas de San Luis Potosí, por la Secretaría de Educación Pública, por el Consejo Nacional de Ciencia y Tecnología (Conacyt) y por El Colegio de México. Forma parte de los veintisiete centros públicos de investigación del Conacyt.

## Educación e investigación
El Colegio de San Luis cuenta con la licenciatura en Relaciones Internacionales;  las maestrías en Literatura Hispanoamericana, Historia, Asuntos Políticos y Políticas Públicas, Antropología Social, Gestión Sustentable del Agua; y el doctorado en Ciencias Sociales, el Doctorado en Literatura Hispánica, el Doctorado en Historia y el Doctorado en Estudios Antropológicos. 
Sus líneas de investigación son: historia, estudios políticos e internacionales, agua y sociedad, estudios antropológicos, y estudios literarios.  El Colsan cuenta con el un departamento de divulgación y publicaciones, el cual, a través de La Gaceta de El Colegio, la revista Vetas y con un programa de condiciones, da a conocer los resultados de sus investigaciones en distintos lugares de la República mexicana. El Colsan forma parte de la Red de Colegios y Centros de Investigación en Ciencias Sociales, en donde participan El Colegio de México, El Colegio de Michoacán, El Colegio de Sonora, El Colegio de la Frontera Norte, El Colegio Mexiquense, El Colegio de la Frontera Sur y El Colegio de Jalisco.

## Biblioteca
El Colegio cuenta con la biblioteca bautizada en honor al académico Rafael Montejano y Aguiñaga, la cual fue formada con gran parte del acervo biblio-hemerográfico de la biblioteca del Centro de Investigaciones Históricas de San Luis Potosí.